# Stazione di Policastro Bussentino
La stazione di Policastro Bussentino si trova nella frazione omonima del comune di Santa Marina in provincia di Salerno, sulla linea Battipaglia-Reggio Calabria.

## Storia
La stazione entrò in funzione nel 1894 assieme all'apertura del nuovo tratto della Ferrovia Tirrenica Meridionale.

## Servizi
La stazione dispone di:
- Sottopassaggio